# Lubomír Fanta
Lubomír Fanta (* 24. března 1946) je český právník, bývalý československý politik Československé strany socialistické a poslanec Sněmovny lidu Federálního shromáždění za normalizace.

## Biografie
K roku 1986 se profesně uvádí jako vedoucí právník. Ve volbách roku 1986 zasedl za ČSS do Sněmovny lidu (volební obvod č. 114 - Bruntál, Severomoravský kraj). Ve Federálním shromáždění setrval do konce funkčního období, tedy do svobodných voleb roku 1990. Netýkal se ho proces kooptací do Federálního shromáždění po sametové revoluci.
Státní bezpečnost ho evidovala jako tajného spolupracovníka (krycí jméno TESAŘ). Byl členem vyšetřovací komise k událostem 17. listopadu 1989.